# Пфефферкорн, Иоганн
Иоганн Пфефферкорн (нем. Johannes Pfefferkorn; 1469 — октябрь 1521, Кёльн) — немецко-латинский писатель XVI века, противник гуманистов.

## Биография
Не отличаясь выдающимися способностями или талантом (Штраус прямо называет его пошлым), не пользуясь авторитетом даже среди своих единомышленников, Пфефферкорн сыграл всё же довольно важную, хотя и отрицательную роль в продолжительной и упорной полемике между обскурантами и гуманистами, которая ярче всего отразилась в знаменитых «Письмах тёмных людей».
Иудей из Кёльна по происхождению, Пфефферкорн, перейдя в христианство, сделался ожесточённым обличителем и гонителем своих прежних единоверцев.

### Рейхлиновский спор
В 1509 году ему удалось выхлопотать у императора Максимилиана I указ, по которому у иудеев должны были быть отобраны и затем сожжены все их книги, за исключением библейских, по причине содержавшихся в них насмешек над догматами и обрядами христианской религии. Из-за этого разгорелась страстная полемика, разделившая учёных, профессоров и богословов того времени на два враждебных лагеря, особенно после того как Иоганн Рейхлин, отвечая на запрос правительства, вскоре пожалевшего о данных Пфефферкорну и его единомышленникам полномочиях, написал трактат «Совет, следует ли у иудеев отнять, истребить и сжечь все их книги».
В ожидании решения дела отобрание книг у иудеев было приостановлено. Пфефферкорн, за которым стояли кёльнские богословы и доминиканский орден, с яростью обрушился на Рейхлина за его доклад, с которым он незаконным путём успел ознакомиться, и в памфлете «Ручное зеркало» обвинял противника в том, что того подкупили иудеи, стараясь вместе с тем доказать незнание им еврейского языка.
Пфефферкорн не унялся и в своих произведениях «Зажигательное стекло» и «Набат» с ещё большим озлоблением напал на Рейхлина и других гуманистов, осыпая их ругательствами и прибегая к явным доносам духовной и светской власти. Противная сторона не оставалась в долгу: в стихотворении «Триумф Капниона», написанном после того, как поход, начатый Пфефферкорном, окончился ничем, и всё дело было прекращено, выражалось, например, желание, чтобы Пфефферкорн попал в руки палача и был им изуродован, а в «Письмах тёмных людей» есть намёки на интимные отношения одного из главных обскурантов, Ортуина Грация, с женой Пфефферкорна. Когда появилась первая часть «Писем», Пфефферкорн издал «Defensio J. Pepericorni contra famosas et criminales obscurorum virorum epistolas», послужившую поводом к появлению второй части. Предчувствуя начало Реформации, Пфефферкорн издает свою «Маленькую боевую книжку» с грозными предупреждениями. Но его голос остался гласом вопиющего в пустыне. К концу жизни Пфефферкорн сходит со сцены, и о нем почти не упоминается.